# Bobritzsch-Hilbersdorf
Bobritzsch-Hilbersdorf é um município da Alemanha, situado no distrito de Mittelsachsen, no estado da Saxônia. Tem 55,24 km² de área, e sua população em 2019 foi estimada em 5.714 habitantes.